# リウマチ
リウマチ、リューマチ、リュウマチ（英: rheumatism から）、ロイマチス（独: Rheumatismus から）、風湿病（中医学・中国伝統医学）。
- 関節・骨・筋肉の痛みやこわばりを来す疾病の総称。
- 上記疾病が近代西洋医学において類型化され定義された、下記に代表される疾患ならびに疾患群。
  - 関節リウマチ
  - リウマチ熱
  - ほかのリウマチ性疾患についてはリウマチ学#代表疾患を参照のこと。